# Laurence Juber
Laurence Juber (n. 12 noiembrie 1952, Stepney, estul Londrei) este un chitarist englez care locuiește în California.
A fost crescut și a făcut școala în nordul Londrei. Este cel mai cunoscut ca și chitarist în trupa Wings între 1979 și 1981.
1. ↑  Laurence Juber, Discogs, accesat în 9 octombrie 2017
2. ↑  „Laurence Juber”, Internet Movie Database, accesat în 16 octombrie 2015